# HMS Loch Shin
HMS Loch Shin – brytyjska, a następnie nowozelandzka fregata z okresu II wojny światowej, jedna z trzydziestu zbudowanych jednostek typu Loch. Okręt został zwodowany 23 lutego 1944 roku w stoczni Swan Hunter w Wallsend, a w skład Royal Navy został wcielony w październiku 1944 roku. W lutym 1945 roku jednostka uczestniczyła w zatopieniu niemieckiego okrętu podwodnego U-1014, a po zakończeniu wojny w Operacji Deadlight. W 1948 roku fregata została pozyskana przez Royal New Zealand Navy pod nazwą HMNZS „Taupo” (F421). Okręt wziął udział w wojnie koreańskiej, po czym wycofano go z czynnej służby w 1952 roku i odstawiono do rezerwy. Został sprzedany w 1961 roku i złomowany w roku następnym.

## Projekt i budowa
Projekt okrętu był ulepszoną i tańszą wersją fregat typu River, budowanych masowo z okresie II wojny światowej . Nowością, znacznie skracającą czas budowy okrętów, było przejście na sekcyjną metodę montażu kadłubów fregat, spawanych z gotowych elementów produkowanych w zakładach śródlądowych . Z zamówionych 110 jednostek typu Loch ukończono 30, kolejne 26 natomiast zbudowano jako fregaty przeciwlotnicze (typu Bay), a budowa 54 jednostek została anulowana .
HMS „Loch Shin” zbudowany został w stoczni Swan Hunter w Wallsend (numer stoczniowy 4808)  . Okręt został zamówiony 15 lutego 1943 roku, jego stępkę położono 6 września 1943 roku, a zwodowany został 23 lutego 1944 roku . Fregata otrzymała numer taktyczny K421  . Nazwa jednostki pochodzi od szkockiego jeziora .

## Dane taktyczno-techniczne
Okręt był dużą fregatą, przeznaczoną głównie do zwalczania okrętów podwodnych . Długość całkowita wynosiła 93,6 metra (87,2 metra między pionami), szerokość 11,8 metra i zanurzenie maksymalne 3,8 metra . Wyporność standardowa wynosiła 1435 ton, a pełna 2260 ton. Okręt napędzany był przez dwie czterocylindrowe pionowe maszyny parowe potrójnego rozprężania o łącznej mocy 5500 KM, do których parę dostarczały dwa kotły Admiralicji. Dwuśrubowy układ napędowy pozwalał osiągnąć prędkość 19,5 węzła. Okręt zabierał zapas 724 ton mazutu, co zapewniało zasięg wynoszący 7000 Mm przy prędkości 15 węzłów .
Uzbrojenie artyleryjskie jednostki składało się z umieszczonego na dziobie pojedynczego działa kalibru 102 mm (4 cale) QF HA L/45 . Silne było uzbrojenie przeciwlotnicze, na które składało się poczwórnie sprzężone działko Vickers kalibru 40 mm QF L/39 („pom-pom”) oraz 10 działek automatycznych Oerlikon kalibru 20 mm L/70 (cztery podwójne i dwa pojedyncze)  . Broń ZOP stanowiły dwa potrójne miotacze Squid kal. 305 mm oraz dwa miotacze i jedna zrzutnia bomb głębinowych (z łącznym zapasem 15 bg) . Wyposażenie radioelektroniczne obejmowało radary Typ 277 i 291 oraz sonary  .
Załoga okrętu składała się z 114 oficerów, podoficerów i marynarzy.

## Służba

### Royal Navy
W październiku 1944 roku okręt rozpoczął próby morskie, a jego pierwszym dowódcą został kmdr ppor. A.L. Turner . Jednostka została wcielona do służby w Royal Navy 10 października 1944 roku . W listopadzie HMS „Loch Shin” wszedł w skład 18. Grupy Eskortowej, pełniącej służbę konwojową na obszarze Western Approaches . 4 lutego 1945 roku jednostka uczestniczyła (wraz z fregatami HHMS „Loch Scavaig”, „Nyasaland” i „Papua”) w skutecznym ataku na niemiecki okręt podwodny U-1014, który został zatopiony wraz z całą załogą na pozycji 55°17′N 6°44′W/55,283333 -6,733333 . 6 marca nowym dowódcą okrętu został kmdr ppor. P.F. Broadhead, zmieniony 21 listopada tego roku przez kmdr. ppor. S.H. Lamparda . Jednostka uczestniczyła w Operacji Deadlight, topiąc między grudniem 1945 roku a lutym 1946 roku U-294, U-1010, U-901 i U-975 . Od marca do sierpnia 1946 roku fregata była remontowana w Rosyth, a 13 listopada jej dowództwo objął kpt. mar. I.N. Mayfield . W lipcu 1947 roku okręt przesunięto do rezerwy .

### Royal New Zealand Navy
W 1948 roku fregata została zakupiona przez Nową Zelandię za kwotę 228 350 £ (wliczając w to koszt remontu przeprowadzonego w HM Dockyard w Chatham) . 3 września 1948 roku okręt przyjęto w skład Royal New Zealand Navy pod nazwą HMNZS „Taupo” (numer taktyczny F421)  . Pierwszym nowozelandzkim dowódcą jednostki został kmdr por. L.P. Bourke . W październiku 1948 roku okręt wyruszył w rejs do nowej ojczyzny (przez Maltę, Aden, Trincomalee i Singapur), którą osiągnął w styczniu 1949 roku, dopływając do Auckland . „Taupo” został wcielony do 11. Dywizjonu Fregat RNZN . Od czerwca do października 1950 roku okręt służył na Morzu Śródziemnym, po czym powrócił na Pacyfik . W październiku 1951 roku jednostka została przydzielona do sił ONZ podczas wojny koreańskiej . We wrześniu 1952 roku „Taupo” zakończył swój udział w wojnie, przebywając w morzu 311 dni, pokonując w tym czasie dystans 53 000 Mm i wystrzeliwując 16 044 sztuk amunicji . Okręt trafił do rezerwy w listopadzie 1952 roku i przebywał w niej aż do 15 grudnia 1961 roku, kiedy został sprzedany  . Jednostka została złomowana w Hongkongu w 1962 roku .